# 小出夏花
小出 夏花（こいで かはな、2003年7月28日 - ）は、日本の歌手である。2016年7月24日より大阪府和泉市の『和泉市PR大使』に就任し、歌を通して活動を行っている。

## 来歴・人物
- いずみの国和泉市PR大使[2]
- 島村楽器 歌うたいコンテスト 初代グランプリ
- オリックス×ソフトバンク戦 国歌独唱 in 京セラドーム(2017年7月8日)
- オリックス×楽天 国歌独唱 in 京セラドーム(2018年7月30日)

## ディスコグラフィー
- 庭桜(2016年9月10日)[3]
- New　庭桜(2017年4月16日)
- 庭桜 新カルテットver.(2018年10月6日)
- 黄昏の葉音(2018年10月19日)

## ライブ

### 小出夏花 presents カナデリ夜
| 日程           | 場所        |
| -------------- | ----------- |
| 2017年12月19日 | 南堀江knave |

### カハナイト
| タイトル                          | 日程           | 場所                         |
| --------------------------------- | -------------- | ---------------------------- |
| カハナイト★                       | 2018年3月16日  | 大人の隠れ家Bar Hwaja(ﾌｧｼﾞｬ) |
| カハナイト★2 第二夜               | 2018年4月1日   | 大人の隠れ家Bar Hwaja(ﾌｧｼﾞｬ) |
| ゲリラdeカハナイト☆第2.5夜        | 2018年6月15日  | 大人の隠れ家Bar Hwaja(ﾌｧｼﾞｬ) |
| ぷち カハナイト☆第三夜            | 2018年6月30日  | Dininng bar＆cafe ai－Q      |
| カハナイトパーティ☆第5夜          | 2018年7月27日  | URGE GRAND FRONT OSAKA       |
| ランチdeぷちカハナイト☆6          | 2018年9月29日  | 道頓堀みぃあ食堂             |
| カハナイト☆第7夜 黄昏の葉音レコ発 | 2018年10月19日 | 大阪キャッスルホテル         |

## 出演

### テレビ
- ジモト満載 えぇ街でおま！(2017年3月4日 J：COM関西)
- ミュージャック　次世代アーティスト(2018年7月20日 関西テレビ)
- ミュージャック　キダ・タローの俺が見たるわ！(2018年9月14日 関西テレビ)
- ものまねグランプリ ものまね芸人41組 秋のガチランキングSP(2018年10月2日 日本テレビ)
- 日本テレビ「ものまねグランプリ」年末トーナメント出場(2018年10月2日 日本テレビ)

### ラジオ
- IZUMI CITY PRESENTS ココロトリコイズミ(2017年3月30日 FM COCOLO)エコールいずみにて公開生放送
- むんむのやってるデー・フライデー(2017年5月12日 ラヂオきしわだ)
- パニ定忠治とX-titleがパンの魅力を伝える「パリッとジャパン!」(2018年8月21日 ソラトニワ梅田)

### イベント
- 第16回天満音楽祭(2015年10月4日)
- 関西歌謡祭(2016年1月29日)
- 天下統一 ラーメンバトル(2016年3月20日)
- 狭山池生誕1400年祭(2016年4月24日)
- FM OSAKA×OSAKA STATION CITY MUSICLAPPER!(2016年8月18日)
- 島村楽器 関西No.1歌うたいコンテスト GP特典CD発売&発売記念LIVE(2016年9月10日)
- YAMAHA MUSIC BASH 決勝LIVE(2016年10月30日)
- 関西歌謡祭vol.4(2016年12月4日)
- 天下統一 ラーメンバトル(2017年3月25日)
- 関西歌謡祭(2017年6月11日)
- 2017JリーグYBCルヴァンカップ 準々決勝　ガンバ大阪vsヴィッセル神戸(2017年9月3日)
- 第18回天満音楽祭(2017年10月22日)
- いずみ音楽祭
- ムジークフェストなら2018(2018年5月26日)
- 城まち Festival OBP 2018(2018年8月25日)
- 和泉市のど自慢＆納涼花火大会(2018年9月1日)
- MINAMI WHEELE EDITION2018 LoopA(2018年10月6日)
- 音ノ祭 feat. 白畑優子の心のビタミン(2018年10月28日)
- いずみ音楽祭(2018年11月3日)
- 第2回 いずみさの国際音楽祭(2018年11月10日)
- エコールいずみ和泉市木楽座ストリート(2018年11月10日)
- イルミネーション点灯式
- 和泉市商工まつり(2018年11月11日)
- 而今の会ゲスト(2018年11月18日)
- 新大阪ココプラザ「ココハナ☆音楽祭」(2018年12月2日)
- knave×ひろ共同企画(2018年12月28日)
- 青少年世界平和イベント IFLC(2019年4月27日-5月5日)
- NY/ WashingtonD.C公演( USA )、Toronto公演参加( CANADA )16ヶ国 日本代表参加
- 丹生川上神社下社 大祭 祝新階 国歌独唱(2019年6月1日)
- 丹生川上神社下社 大祭 奉納LIVE(2019年6月2日)
- 和泉警察 1日警察署長 児童虐待防止キャンペーン (2019年11月4日)
- 岡八幡宮鈴鳴大辯才天例祭　歌唱奉納 (2019年11月25日)
- IFLC青少年世界平和イベント2020 リモート参加
- ワンマンライブ『カハナイト16』願いの宮　満席御礼 (2020年11月25日)
- 三重岡八幡宮 源頼朝社竣工祭 国歌独唱 (2020年5月20日)
- 大阪護国神社東郷祭 国歌独唱 (2020年5月30日)  オリンピック聖火ランナーサポートランナー、和泉市イベント国歌独唱中止